# Unfallschwerpunkt

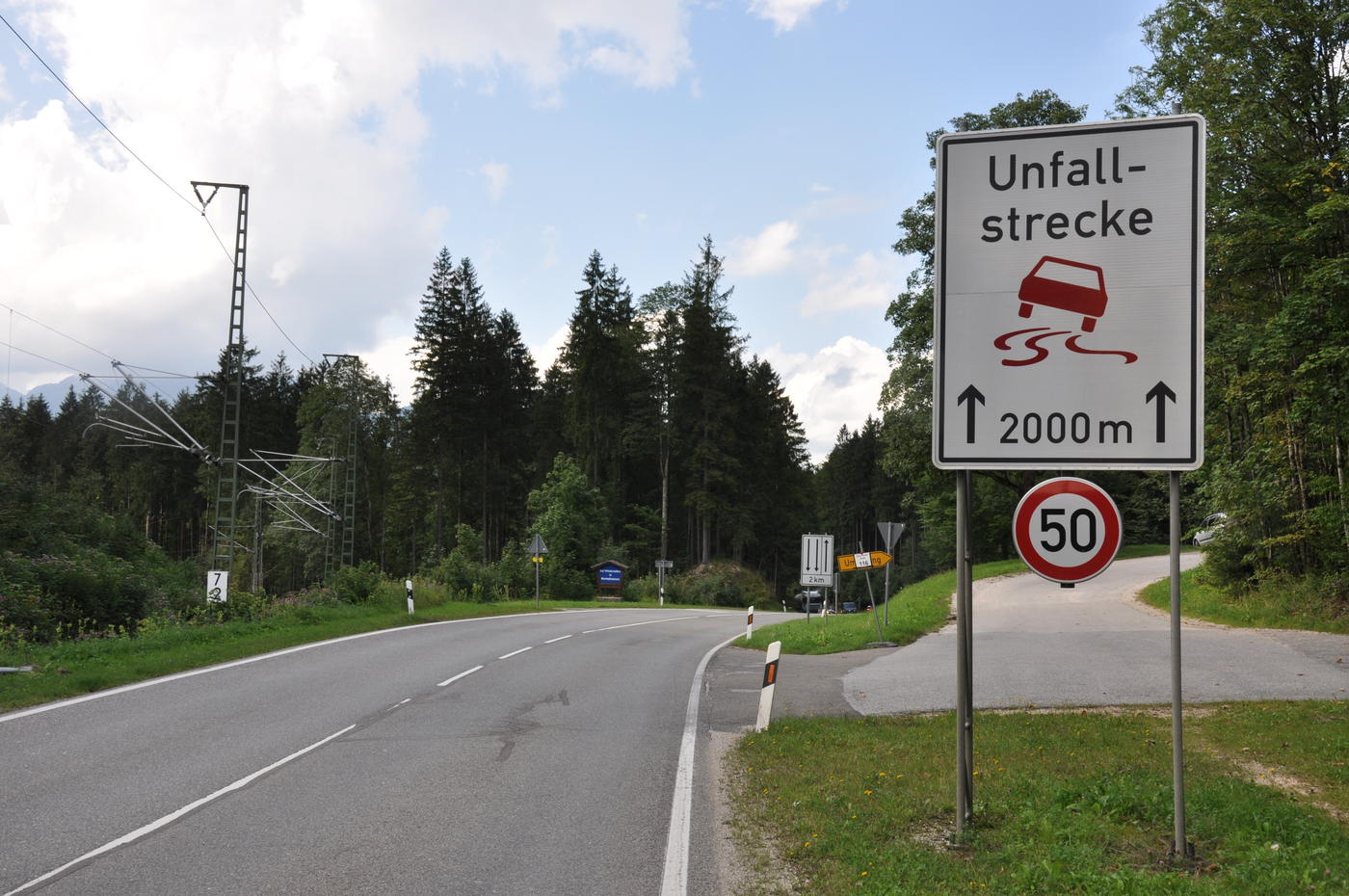
Ausgewiesene Unfallstrecke am Hallthurmer Berg (B 20) im Berchtesgadener Land

Ein Unfallschwerpunkt (auch Unfallhäufungsstelle, kurz UHS) ist ein Knotenpunkt oder ein kurzer Streckenabschnitt einer Straße, bei dem die Zahl gleicher Unfallarten, gleicher Unfalltypen oder gleicher Unfallursachen einen bestimmten Wert überschreiten. Dieser Wert ist allerdings nicht einheitlich festgelegt und wird in jedem Land unterschiedlich bewertet. Grundlegend für die Feststellung eines Unfallschwerpunktes ist die Auswertung und Analyse von Straßenverkehrsunfällen im Rahmen der örtlichen Unfalluntersuchung. Die in diesem Zusammenhang erstellte Unfallsteckkarte zeigt Unfallschwerpunkte dabei deutlich an. 
Demgegenüber dient als straßenbezogene Kennzahl die sogenannte Unfallrate, bei der die Zahl der Verkehrsunfälle durch die Straßenlänge und die mittlere Verkehrsstärke dividiert wird.
Unfallschwerpunkte weisen auf deutliche Sicherheitsdefizite eines Knotenpunktes oder eines Streckenabschnittes hin und müssen im Sinne der Verbesserung der Verkehrssicherheit im Straßenverkehr genau beobachtet bzw. geprüft werden.

## Normen und Standards
Deutschland
- Merkblatt für die Auswertung von Straßenverkehrsunfällen – Teil 1 und 2